# Volverte a Ver
Volverte a Ver – ballada popowa napisana i nagrana przez kolumbijskiego muzyka Juanesa, pochodząca z trzeciego albumu Mi Sangre. Mała płyta wyprodukowana została przez Gustavo Santaolallę.
W 2005 piosenka zdobyła latynoską nagrodę Grammy w kategorii Najlepszy teledysk.

## Lista utworów
1. „Volverte A Ver” – 3:37